# Arzhan

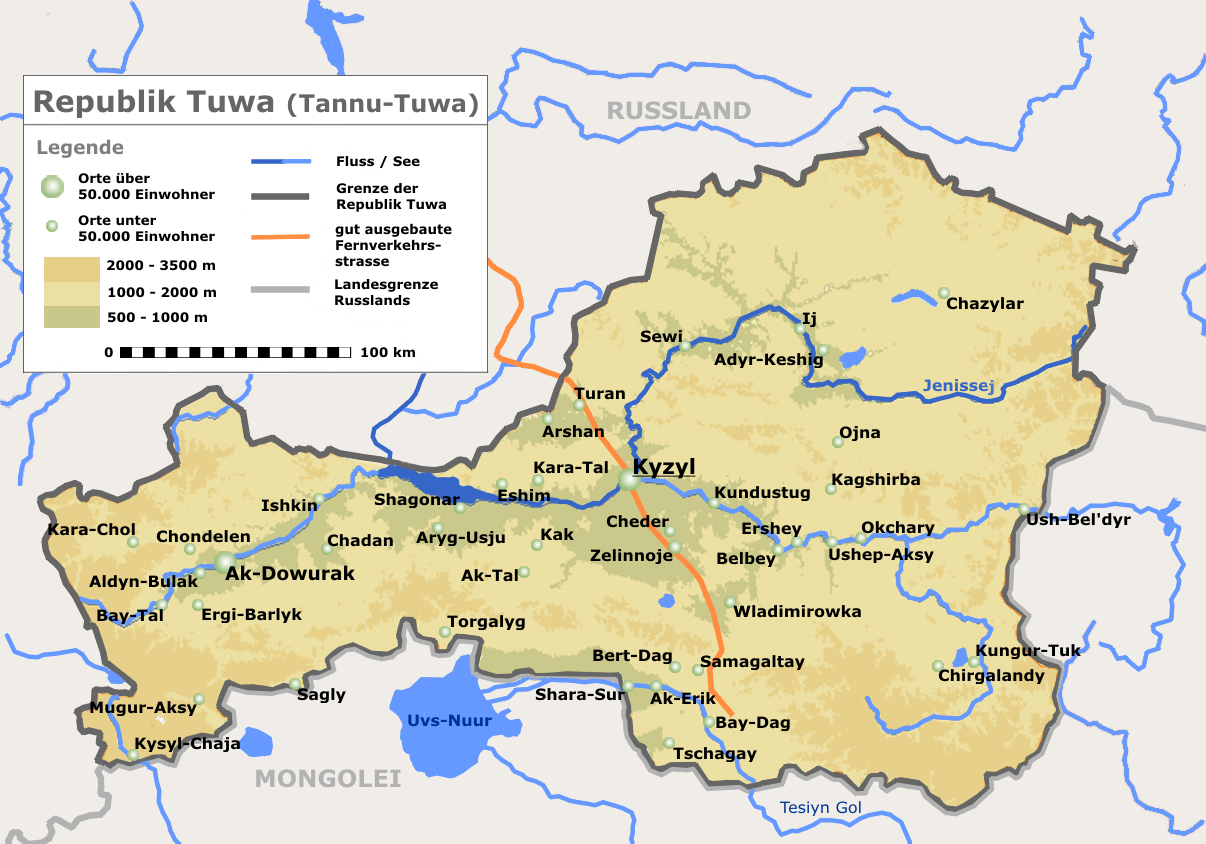
Localización de Arzhán en la República de Tuvá

Arzhán o Arzhaán (en ruso: Аржа́н, en tuvano: Аржаaн) es una localidad de la República de Tuvá (Rusia) en cuyos alrededores se haya uno de los sitios arqueológicos más importantes en Siberia. Se trata de una extensa necrópolis de gran valor arqueológico que contiene restos de los pueblos prehistóricos que habitaron la región y numerosas muestras de su cultura y de sus objetos de uso común. Esta necrópolis es conocida popularmente como el «Valle de los Príncipes».

## Ubicación
El yacimiento se encuentra en la parte centro-norte de la República de Tuvá, cerca de la frontera con el krai de Krasnoyarsk, en los alrededores de la localidad homónima, unos 10 km al suroeste de la localidad de Turán. Está esparcido en una meseta a los pies de las montañas Sayán. Por la meseta, orientada en sentido oeste-este, circula el río Uyuk, un afluente del río Yeniséi. 

## Descripción
La necrópolis está constituida por  una gran cantidad de túmulos funerarios (conocidos en ruso como kurganes) esparcidos por la meseta que contienen una gran cantidad de esqueletos humanos y de caballos, así como diversos objetos pertenecientes a los pueblos escitas que habitaron esa zona en épocas prehistóricas, especialmente los pertenecientes a la cultura Aldy-Bel. Dos de estos túmulos (Arzhaán-1 y Arzhaán-2) han sido ampliamente estudiados por parte de arqueólogos rusos y alemanes debido a los importantes hallazgos hechos en ellos: objetos, armas, utensilios y adornos de gran riqueza que pertenecieron a personas de alto rango de dicha sociedad. 
- Datos: Q704240
- Multimedia: Arzhan kurgan / Q704240